# Годан
Годан, Кутан, Кудэн, Годан-хан (кит. 阔端太子, пиньинь Kuòduān tàizi; 1206
— 1251
) — князь-чингизид эпохи Монгольской империи. Внук Чингисхана, сын Угэдэя и Дорегене-хатун, младший брат Гуюка. Известен установлением постоянных связей с Тибетом.

## Биография
Годан-хан получил ставку в Ланьчжоу и управлял территориями в современном Западном Китае. Его власть была столь велика, что под 1234 годом «Пагсам-Джонсан» говорит о его воцарении «на императорском престоле». В 1239 году он провёл разведку тибетских земель боем, выслав туда отряд под командованием Легдже и Дорда-дархана. Выяснив, что наибольшим влиянием пользуется монастырь Сакья, Годан пригласил к своему двору его иерарха Сакья-пандиту для установления контроля над Тибетом. Иерарх в 1247 году встретился с Годаном и излечил его от болезни. Позднее Сакья-пандита получил от него в управление тибетские области У и Цанг. Прибывший к Годану мальчиком в свите Сакья-пандиты его племянник Пагба-лама, освоивший монгольский язык, впоследствии стал буддийским наставником при Хубилае. Пагба-лама стал Наставником государства (го-ши) в год провозглашения Хубилая императором (1260).
В регентство Дэргэна(1242—1246) у Годана нашли убежище впавшие в немилость Чинкай и Махмуд Ялавач, высшие чиновники Монгольского государства. Несмотря на то, что хатун (императрица) несколько раз требовала их выдать, Годан заявил матери, что представит их только на суд курултая.
В тибетских источниках сообщается о смерти Годана в 1251 году, но согласно китайским в 1253 году он ещё был жив. По воцарении Мункэ (1251) провёл казни потомков Угэдэя, которые выдвигали другого кандидата на всемонгольский престол. Но удел Годана остался у его потомков, которые управляли им и позднее, при Хубилае и Тэмуре.
При Хубилае его сыновья принимали участие в завоевании Дали.